# Glavoči
Glamoči ali glavoči (znanstveno ime Gobiidae)  so družina morskih rib.

## Opis
Ime je ta družina dobila po značolno velikih glavah, v njej pa je več kot 20 različnih vrst v petih poddružinah.
Druga značilnost rib v tej družini so vretenasta telesa, pokrita s sluzavo kožo. Po hrbtu so večinoma rjavi, temnosivi ali črnikasti in imajo kamuflažne vzorce. Po trebuhu so te ribe svetlejše in imajo parne trebušne plavuti, ki so združene in pri nekaterih vrstah tvorijo nekakšen prisesek, s katerim se oprijemajo skal. Repne plavuti so zaobljene, te ribe pa nikoli ne presežejo dolžine 20 centimetrov.

## Habitat in razširjenost
Glamoči so pogoste ribe obalnega pasu in nikoli ne zaidejo v večje globine. Pogosti so v toplejših morjih, tudi v Jadranu. Živijo na skalnih tleh, kjer se prehranjujejo z drobnimi morskimi živalicami. Gospodarsko niso pomembne ribe, čeprav jih lovijo vse leto s parangali, vršami in na trnek. V ribarnicah se te ribe redko znajdejo, saj spadajo med tretjerazredne vrste, njihovo belo in mehko meso pa pri kuhanju rado razpade. 